# Estación de Biología Marina de Inhaca
La Estación de Biología Marina de Inhaca (en portugués: Estação de Biologia Marítima de Inhaca), es un centro de investigación dependiente de la Universidad Eduardo Mondlane. Está ubicado en la isla de la Inhaca, a 32 kilómetros de Maputo, la capital de la República de Mozambique. 

## Historia

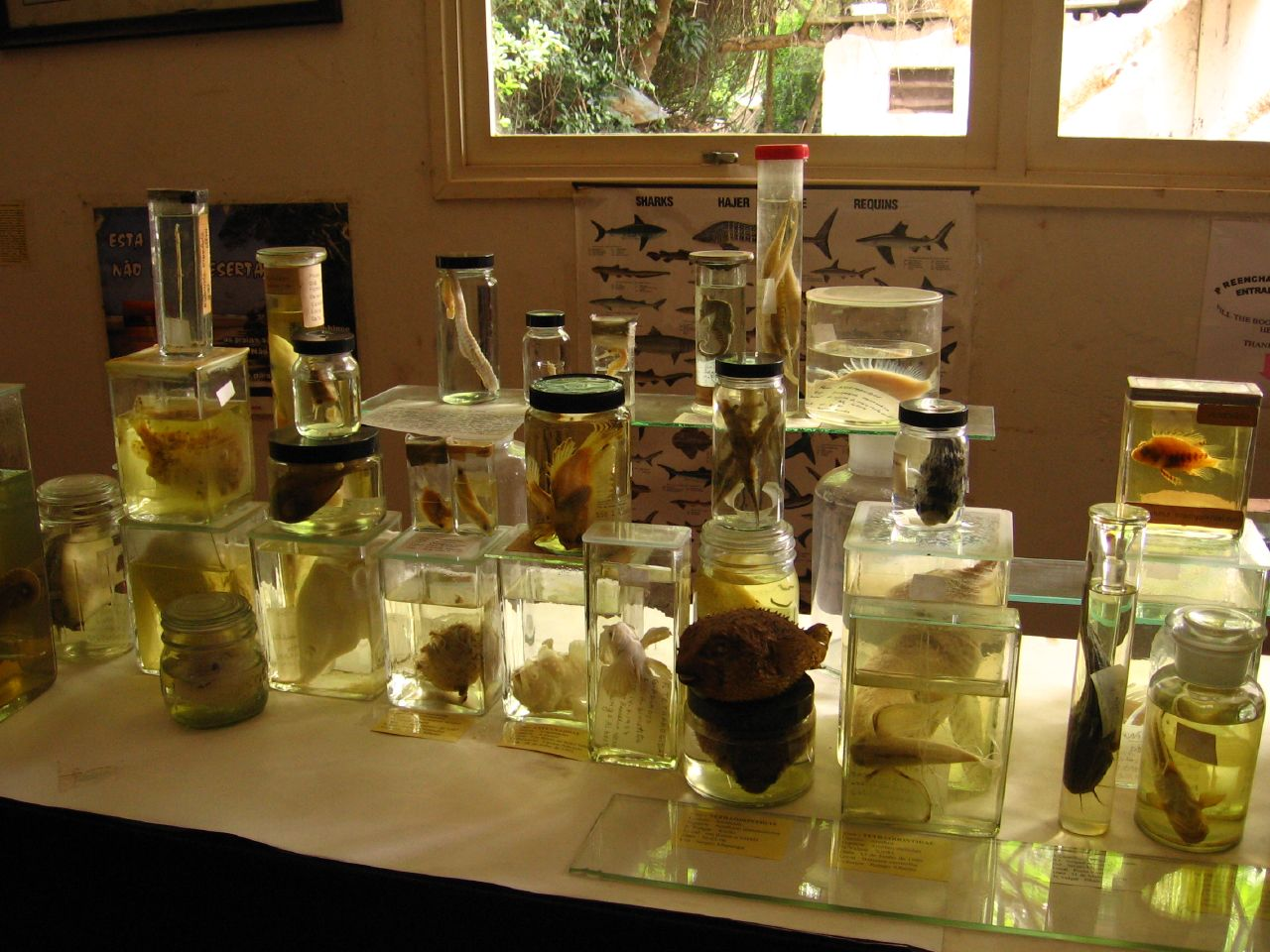
Vista de un sector del centro de investigaciones que fue transformado en un museo.

### Formación
A principios del siglo XX, numerosos científicos se mostraron interesados en estudiar el peculiar ecosistema, que puede ser encontrado; tanto de la isla de la Inhaca, como de la bahía de Maputo. A partir de 1921, un grupo de investigadores de la Universidad del Witwatersrand, en Sudáfrica comenzaron a realizar investigaciones de campo en la isla.
Con el objetivo de facilitar las tareas de investigación científica en la isla, en 1947, las autoridades coloniales portuguesas, que controlaban el territorio de la actual Mozambique, llegan a un acuerdo con los científicos de la universidad de Witwatersrand. Estos últimos aportarían equipos y libros, mientras que el gobierno de Portugal, construiría las instalaciones en la isla.
Para 1963, la estación de biología era una dependencia de la Direcção dos Serviços da Marinha. Ese mismo año, fue transferida al Instituto de Investigación Científica de Mozambique (en portugués: Instituto de Investigação Científica de Moçambique).
En 1975, el Instituto de Investigación Científica de Mozambique fue integrado al Departamento de Biología de la, por entonces, universidad de Lourenço Marques, que luego de la independencia pasó a denominarse Universidad Eduardo Mondlane, la principal casa de altos estudios de Mozambique.

### Reserva natural
El 25 de julio de 1965, la totalidad de la isla de los Portugueses, y algunas partes de la isla de la Inhaca, entre las que cabe destacar los manglares, lagunas y zonas de arrecifes de coral cercanos a la costa, fueron declarados "reservas naturales parciales" por el gobierno de Mozambique.
De acuerdo a lo dispuesto en el Diploma Legislativo N.º 2496, del 4 de julio de 1964, una reserva parcial es un área donde se establece la prohibición de cazar animales, salvo con fines científicos.  La gestión de estas reservas naturales fue encomendada a la estación de biología.